# Police Zakład
Police Zakład – zlikwidowany kolejowy przystanek osobowy, położony dawniej przy ul. Kuźnickiej w Policach (województwo zachodniopomorskie).

## Informacje ogólne
Był jedną z trzech stacji kolejowych w granicach administracyjnych Polic. Zlokalizowany tuż za wiaduktem nad ul. Kuźnicką. Został utworzona w latach 70. XX wieku, by umożliwić dogodniejszy dojazd do Zakładów Chemicznych Police. Najbliższy przystanek ZDiTM – pętla „Police Zakłady Chemiczne”. W 2014 r. zlikwidowano peron i zadaszenie.